# «Беглые» губернаторы Челябинской области

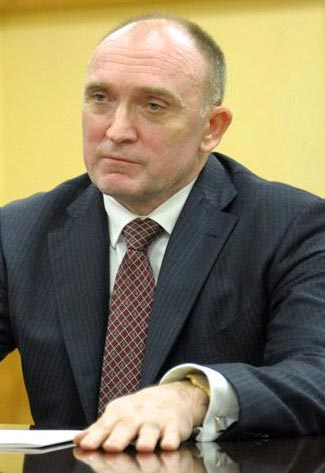
Борис Дубровский

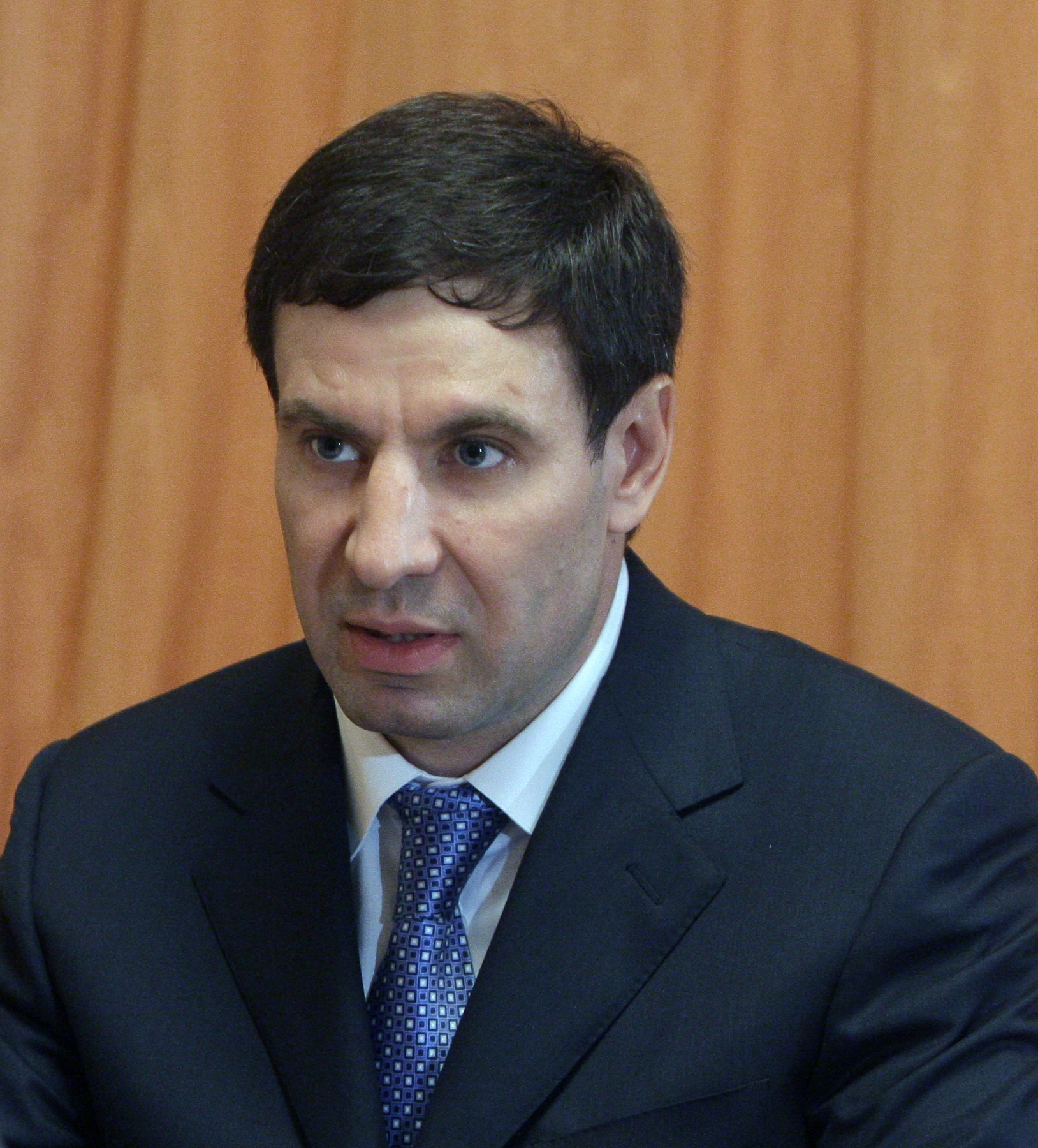
Михаил Юревич

Беглые губернаторы Челябинской области - Михаил Юревич и Борис Дубровский — политический и юридический феномен, касающийся двух бывших глав Челябинской области, занимавших должность губернатора в период с 2010 по 2019 годы. Оба политика, Михаил Юревич и Борис Дубровский, покинули Российскую Федерацию после завершения своей работы на посту и столкнулись с обвинениями в коррупции и злоупотреблении должностными полномочиями. Обстоятельства их карьеры, отставки и последующего бегства вызвали широкий общественный резонанс, подняв вопросы о масштабах коррупции в региональной политике и эффективности механизмов контроля за деятельностью высших должностных лиц.

## Введение
В истории современной России несколько губернаторов, занимавших высокие посты, впоследствии оказывались в центре коррупционных скандалов и уголовных дел, что приводило к их отставке и, в некоторых случаях, бегству за границу. Челябинская область в этом отношении является заметным примером, так как сразу два бывших губернатора — Михаил Юревич и Борис Дубровский — покинули страну после завершения своей деятельности на посту, столкнувшись с обвинениями в коррупции и злоупотреблении должностными полномочиями. Данная статья рассматривает обстоятельства их карьеры, отставки и последующего бегства, а также анализирует возможные причины и последствия этих событий для региона.

## Михаил Юревич
Михаил Юревич занимал пост губернатора Челябинской области с 2010 по 2014 год. До этого он был мэром Челябинска. За время его губернаторства были реализованы крупные инфраструктурные проекты, такие как строительство метротрама и реконструкция дорожной сети. Однако его деятельность сопровождалась многочисленными скандалами и обвинениями в коррупции.
Следствие утверждало, что Юревич использовал свое положение для получения личной выгоды, в том числе через аффилированные компании.
По данным следствия, Юревич систематически получал взятки от различных организаций и предпринимателей в обмен на покровительство и выгодные контракты.
Юревича также обвиняли в клевете в отношении председателя Челябинского областного суда Федора Вяткина.

### Отставка и бегство
В январе 2014 года Михаил Юревич был отправлен в отставку с поста губернатора «по собственному желанию». Официальной причиной была названа необходимость обновления команды и подготовки к предстоящим выборам. Однако многие эксперты связывали отставку с нарастающим давлением со стороны правоохранительных органов и Кремля.
После отставки Юревич был избран депутатом Государственной Думы, что давало ему депутатскую неприкосновенность. Однако в 2017 году Следственный комитет РФ возбудил против него уголовное дело. В 2018 году Юревич покинул Россию и, по некоторым данным, проживает в Великобритании.
Эксперты полагают, что решение об отставке Юревича было принято в Кремле из-за накопившихся претензий к его работе и из-за опасений, связанных с возможными коррупционными скандалами.

### На сегодняшний день
В настоящее время Михаил Юревич находится в международном розыске по обвинению в получении взяток и клевете. Российские власти предпринимают попытки добиться его экстрадиции, но безуспешно. Так, недавно была национализирована компания «Макфа», которая, по сведениям властей, принадлежала Юревичу

## Борис Дубровский
Борис Дубровский был назначен временно исполняющим обязанности губернатора Челябинской области в январе 2014 года после отставки Юревича, а затем избран губернатором в сентябре 2014 года. До этого он занимал должность генерального директора Магнитогорского металлургического комбината (ММК).
В марте 2019 года Дубровский был отправлен в отставку указом президента «по собственному желанию». Вскоре после этого в отношении него было возбуждено уголовное дело по статье о злоупотреблении должностными полномочиями.
Основными претензиями к Дубровскому были:
Злоупотребление должностными полномочиями: ФАС установила, что в период с 2016 по 2018 годы областное министерство дорожного хозяйства и транспорта заключило с компаниями, аффилированными с Дубровским, ряд контрактов на общую сумму более 20 миллиардов рублей. Это, по мнению ФАС, привело к ограничению конкуренции и причинению ущерба бюджету.
Незаконное обогащение: Следствие подозревало, что Дубровский использовал свое служебное положение для личного обогащения и приобретения активов за рубежом.

### Отставка и бегство
Борис Дубровский был отправлен в отставку с поста губернатора Челябинской области 19 марта 2019 года указом президента «по собственному желанию». В отличие от ситуации с Юревичем, его отставка казалась еще более неожиданной. Ничто не предвещало такого развития событий. Дубровский, казалось, пользовался поддержкой федерального центра и успешно справлялся с управлением регионом.
Однако, уже через несколько дней после отставки стало известно, что в отношении Дубровского ведется расследование по подозрению в злоупотреблении должностными полномочиями. ФАС установила, что компании, аффилированные с семьей Дубровского, получали многомиллиардные контракты на дорожные работы в области, что привело к ограничению конкуренции и ущербу бюджету.
7 августа стало известно, что Дубровский участвовал в картельном сговоре, предполагаемый ущерб которого составил 20 млрд рублей

### Текущий статус
В настоящее время Борис Дубровский находится под следствием по обвинению в злоупотреблении должностными полномочиями. Российские власти также предпринимают попытки добиться его экстрадиции.

## Причина и последствия
Бегство двух губернаторов Челябинской области подряд — явление беспрецедентное в современной российской истории. Существует несколько факторов, которые могли способствовать этому.
Коррупция является распространенной проблемой в российской политике и экономике. Губернаторы, обладающие значительной властью и контролем над финансовыми потоками, часто становятся объектами соблазна.
Слабый контроль со стороны федеральных властей и правоохранительных органов мог способствовать развитию коррупционных схем в Челябинской области.
Последствия бегства Юревича и Дубровского для Челябинской области:
Потеря доверия к власти: Скандалы, связанные с коррупцией и бегством губернаторов, подорвали доверие населения к власти и усугубили социальную напряженность.
Экономические потери: Коррупционные схемы и неэффективное управление привели к экономическим потерям для региона и замедлили его развитие.
Политическая нестабильность: Смена руководства и постоянные скандалы дестабилизировали политическую ситуацию в Челябинской области.